# Louise Lehzen
Louise Lehzen (ur. 3 października 1784, zm. 9 września 1870) – guwernantka Wiktorii, królowej Wielkiej Brytanii.

## Życiorys

### Pochodzenie
Louise Lehzen była córką luterańskiego pastora z księstwa Koburg.

### Początki pracy na dworze angielskim

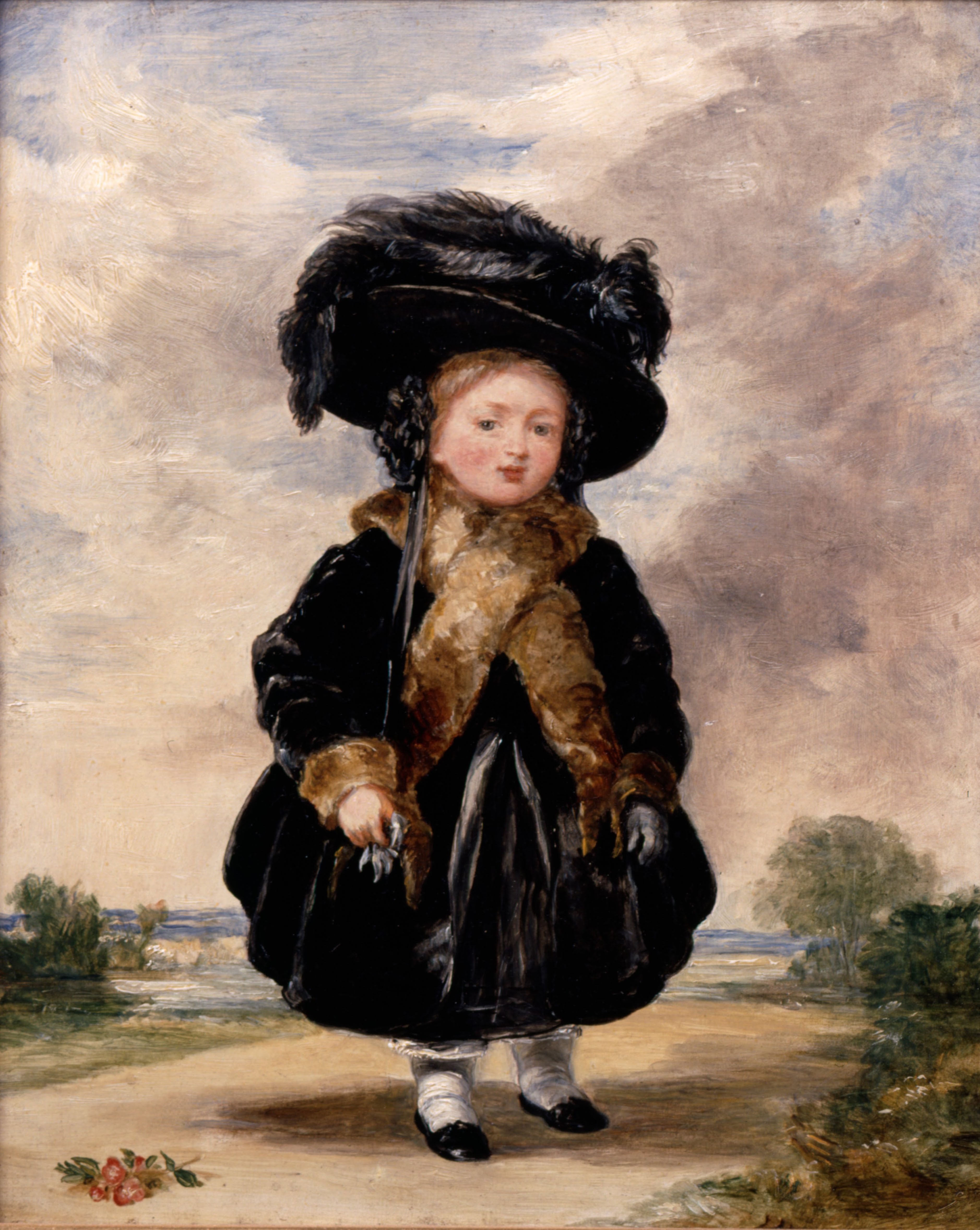
Czteroletnia księżniczka Wiktoria na obrazie Stephena Denninga z 1823 r.

Jako guwernantkę zatrudniła ją Maria Ludwika Wiktoria von Sachsen-Coburg. Louise Lehzen uczyła najpierw Feodorę, jej córkę z pierwszego małżeństwa, następnie zaś Wiktorię, córkę Marii Ludwiki Wiktorii i Edwarda, księcia Kentu, przyszłą królową Wielkiej Brytanii. Po objęciu stanowiska guwernantki Wiktorii Louise Lehzen otrzymała tytuł baronowej.
Baronowa Lehzen zajęła się edukacją Wiktorii, gdy ta miała pięć lat. Szybko poczuła sympatię do swojej pupilki, a Wiktoria ją odwzajemniła. Choć wcześniej nie chciała się uczyć alfabetu, pod kierunkiem nowej nauczycielki szybko go przyswoiła. Co rano baronowa czytała Wiktorii proste opowiastki historyczne, co przyczyniło się do rozwoju późniejszych zainteresowań dziewczynki. Innym upodobaniem przejętym od guwernantki przez przyszłą królową było kolekcjonowanie bibelotów.
Dwór angielski odnosił się do baronowej z niechęcią. Krytykowano jej prowincjonalne maniery (jak zwyczaj posypywania każdej potrawy kminkiem, przysyłanym specjalnie dla niej z Hanoweru). Narzekano, że uczy Wiktorię niewłaściwego zachowania przy stole. Wychowanka baronowej była jednak do niej ogromnie przywiązana, gdy dorosła, nazywała ją nawet "anielską, najdroższą mateczką, największym skarbem".

### Doradczyni i powiernica królowej Wiktorii
Po koronacji Wiktorii na królową Anglii baronowa Lehzen stała się jej najbliższą powiernicą i doradczynią. Władczyni chciała jej wyznaczyć oficjalne stanowisko na dworze, baronowa jednak odmówiła.
Louise Lehzen znajdowała się w opozycji do matki Wiktorii i jej kochanka Johna Conroya.
W czasie "kryzysu sypialnianego" przekonywała królową, że nie powinna się godzić na wymianę przez sir Roberta Peela dam dworu na pochodzące z jego stronnictwa.

### Osłabienie pozycji na dworze
Pozycja baronowej Lehzen uległa wyraźnemu osłabieniu po ślubie Wiktorii z Albertem.
Guwernantka królowej była przychylna jej małżeństwu, Albert zamierzał bowiem sprowadzić na dwór angielski więcej Niemców. Książę małżonek nie lubił jednak baronowej, określał ją jako "głupią, narwaną, wulgarną intrygantkę, chorą na obsesję zdobycia władzy". Oskarżał ją też o podsłuchiwanie pod drzwiami królewskiej sypialni.
Pod wpływem "najdroższego anioła" Alberta Wiktoria coraz rzadziej radziła się baronowej Lehzen, zgodziła się też nie zabierać jej ze sobą podczas wyjazdu do Szkocji.

### Powrót do Niemiec
We wrześniu 1842 r. baronowa poprosiła o zwolnienie ze stanowiska "z powodu złego stanu zdrowia". Wyjechała rano, nie pożegnawszy się z królową. Po opuszczeniu dworu osiedliła się u siostry w Buchenbergu i poświęciła edukacji siostrzeńców. Zmarła 9 września 1870.